# Birgitt Morrien
Birgitt E. Morrien (* 1959 in Metelen) ist eine deutsche Kommunikationswissenschaftlerin, Coach und Autorin von Fachbüchern im Bereich Coaching und Persönlichkeitsentwicklung.

## Leben
Morrien wuchs im Münsterland auf. 1984 erwarb sie an der Boston University (USA) einen Master of Science in Mass Communications. Anschließend absolvierte sie am Institut der Deutschen Wirtschaft (Köln) eine Fortbildung in Journalismus/Öffentlichkeitsarbeit. Später absolvierte sie weitere Qualifikationen in Coaching und Supervision.
Seit den 1990er-Jahren arbeitet sie als Coach mit Schwerpunkten auf Kommunikation, Führung und beruflicher Orientierung. Sie entwickelte das Modell „DreamGuidance“, das im Coaching eingesetzt wird. Morrien ist im Deutschen Bundesverband Coaching (DBVC) gelistet.

### Kunstprojekt (2021)
2021 initiierte Morrien ein Kunstprojekt in Köln: ein 30 Meter hohes Ei vor dem Kölner Dom. Es sollte an die Übergriffe der Silvesternacht 2015/16 erinnern und auf den Ausschluss von Frauen in kirchlichen Ämtern aufmerksam machen. Aus denkmalrechtlichen Gründen wurde das Projekt nicht genehmigt, fand aber mediale Resonanz.

## Werke
- DreamGuidance – Coaching zur Entdeckung, Erforschung und Aktivierung intuitiver Intelligenz. CUID Publications c/o Books on Demand, Norderstedt 2001, ISBN 3-8311-1077-8.
- Traumhaft gelöst – Coaching mit DreamGuidance. COP-Edition c/o Books on Demand, Norderstedt 2007, ISBN 978-3-7322-6893-1.
- mit Iris Hammelmann: Erfolg mit DreamGuidance – Unbewusste Intelligenz stärken und nutzen. Lüchow c/o Kreuz Verlag, Freiburg 2008, ISBN 978-3-7831-9008-3.
- Coaching mit DreamGuidance – Wie berufliche Visionen Wirklichkeit werden. Kösel Verlag, München 2012, ISBN 978-3-466-30948-1.
- Glaubwürdigkeit stärken & Chancen des Internetzeitalters besser nutzen durch Coaching mit DreamGuidance. Grin Verlag, München 2013, ISBN 978-3-656-49584-0.
- Die Befreiung vom digitalen Dogma durch Coaching mit DreamGuidance. Grin Verlag, München 2014, ISBN 978-3-656-68185-4.
- Personality Unplugged – Das Mindset für turbulente Zeiten. Grin Verlag, München 2019, ISBN 978-3-668-94960-7.
- Coaching-Bestseller DreamGuidance – Von der Couch auf den Gipfel. Grin Verlag, München 2025, ISBN 978-3-389-12523-6.